# Podocarpus grayae
Podocarpus grayae är en barrträdart som beskrevs av De Laub. Podocarpus grayae ingår i släktet Podocarpus och familjen Podocarpaceae. IUCN kategoriserar arten globalt som livskraftig. Inga underarter finns listade i Catalogue of Life.